# Дорота Данилович
Дорота Маґдалена Данилович; бл. 1607 — 1687) — русько-польська шляхтичка, релігійно-освітня діячка. Тітка правителя Республіки Обох Націй (Речі Посполитої), короля Польщі Яна ІІІ Собеського.

## Життєпис

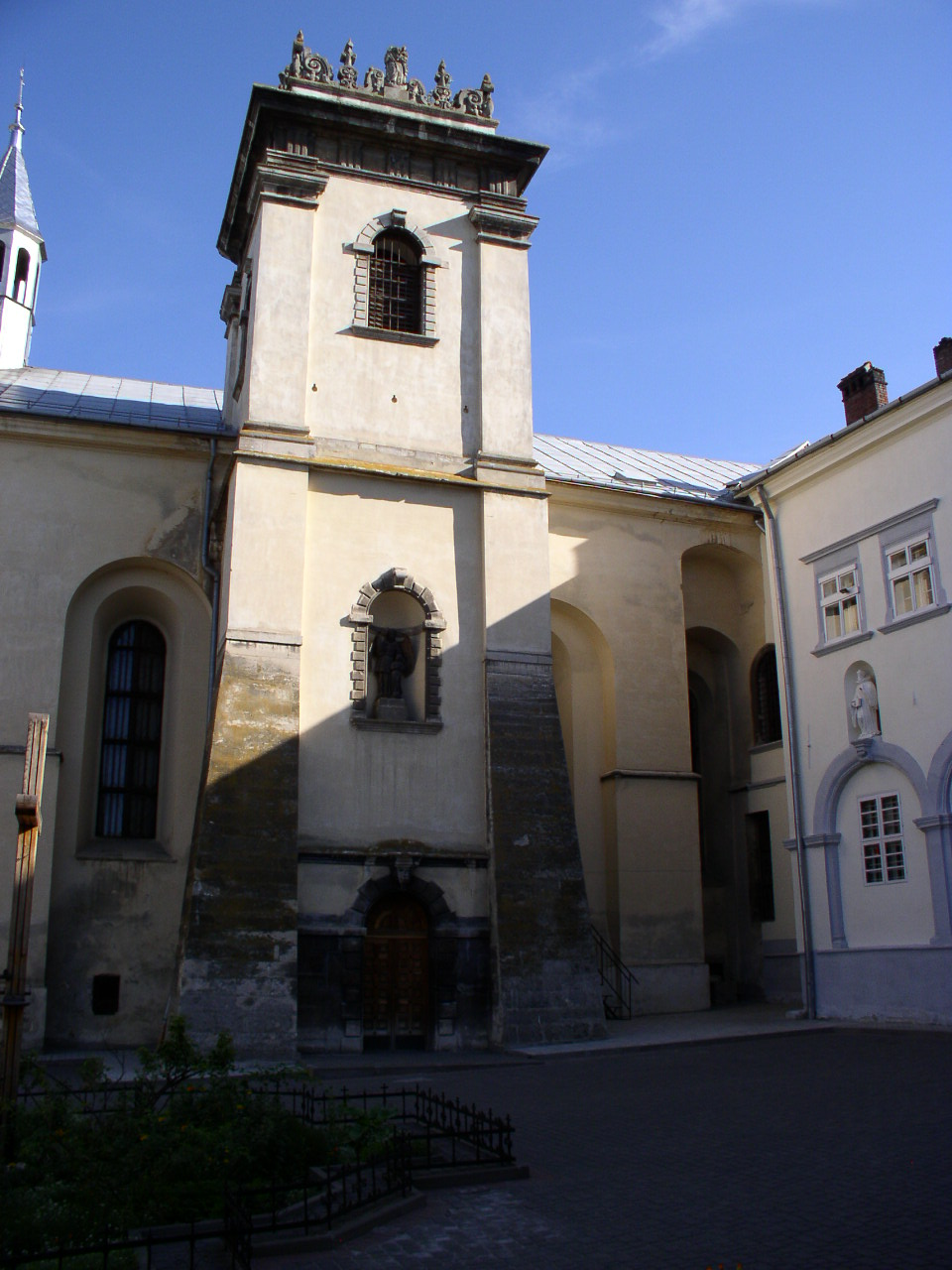
Костел і монастир бенедиктинок, Львів

Народилася близько 1607 року як друга дитина руського воєводи, власника Олеського замку Івана (Яна) Даниловича та його дружини Софії з Жолкевських. Дід — великий коронний гетьман Станіслав Жолкевський. За іншою версією, донька Івана Даниловича та його першої дружини — Варавари Красицької, перемиської каштелянки.
20 січня 1637 року у Львові після смерти брата Станіслава не брала участи в поділі спадку із сестрою Софією Теофілою, зі зведеною сестрою Марціаною Конєцпольською, сином іншої зведеної сестри Катажини Станіславом Фірлеєм.
Стала монахинею-бенедиктинкою в монастирі бенедиктинок на тодішньому Жовківському передмісті Львова біля підніжжя Високого Замку. Після смерти в 1640 році абатиси Кристини Сапоровскої стала її наступницею.
Монастир, костел Усіх Святих монастиря часто відвідував, надавав їм підтримку небіж абатиси — король Польщі Ян ІІІ Собєський із дружиною, 1672 року переконав її покинути кляштор через загрозу нападу турків. 
Її вважали талановитою, світлою монахинею. Значно розширила володіння монастиря, записавши йому свої спадкові родинні маєтності. Брала участь у судових процесах, на яких отримувала кошти для утримання кляштору. Зокрема, мала виграшний процес з містом Львовом через власноруч засновану ординацією від 12 липня 1670 року юридику монастиря бенедиктинок Брожимовську (магістрат хотів її скасувати) за сприяння небожа.
Була похована у 1687 році біля порогу костелу Всіх Святих монастиря за своїм заповітом, у похороні брав участь київський єпископ РКЦ Й. В. Залускі.